# Institut de technologie de Harbin
Pour les articles homonymes, voir HIT.

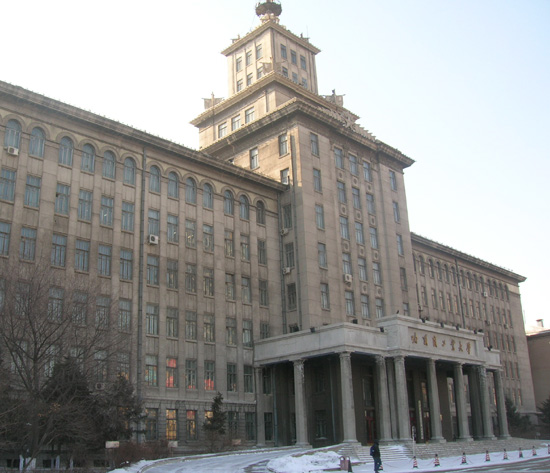
Institut de technologie de Harbin

L’Institut de technologie de Harbin (en chinois simplifié : 哈尔滨工业大学 ; chinois traditionnel : 哈爾濱工業大學 ; pinyin : Hāěrbīn Gōngyè Dàxué ; en anglais : Harbin Institute of Technology, HIT), aussi connu sous le nom de Hagongda (哈工大, Hāgōngdà), est une université située à Harbin, dans la province du Heilongjiang, en République populaire de Chine.
Il a été fondé en 1920.
L'institut est membre de la Ligue C9 (neuf meilleures universités du pays).